# Anisodera gracilis
Anisodera gracilis là một loài bọ cánh cứng trong họ Chrysomelidae. Loài này được Guérin-Menéville miêu tả khoa học năm 1840.